# The Unrevealed Secret
The Unrevealed Secret è l'album di debutto del gruppo symphonic metal italiano Eternal Idol, pubblicato il 2 dicembre 2016 per la Frontiers Records.

## Tracce
1. Evil Tears – 5:09
2. Another Night Comes – 4:19
3. Awakened in Orion – 5:29
4. Is the Answer Far from God? – 5:13
5. Blinded – 4:11
6. Sad Words Unvailed – 4:28
7. Desidia – 5:18
8. Hall of Sins – 4:55
9. Feels Like I'm Dying – 4:07
10. A Song in the Wind – 5:18
11. Stormy Days – 4:46
12. Beyond – 4:56

## Formazione
- Andrea Buratto - basso
- Camillo Colleluori - batteria
- Nick Savio - chitarra, tastiera
- Giorgia Colleluori - voce femminile
- Fabio Lione - voce maschile